# Federico Nilo Maldini
Federico Nilo Maldini, né le 28 mars 2001 à Bologne, est un tireur sportif italien. Spécialiste du tir au pistolet, il remporte la médaille de bronze du tir au pistolet à 10 mètres en équipe lors des Jeux européens de 2023 puis la médaille d'argent en individuel lors des Jeux olympiques de Paris en 2024.

## Biographie

### Jeunesse
Federico Nilo Maldini, originaire de Bologne, découvre le monde du sport à travers le basket-ball et le handball, mais c’est à l'âge de douze ans, sous l'influence d'une amie de sa mère, qu'il entre pour la première fois dans un stand de tir. Dès qu’il prend en main un pistolet à air comprimé, il se passionne pour le tir. Il devient rapidement membre du TSN Bologna et rejoint les carabiniers en novembre 2020.

### Carrière
En 2021, il remporte trois médailles, dont l'or par équipes, lors des Championnats d'Europe juniors se tenant à Osijek en Croatie. Grâce à ses performances, il devient une valeur sûre sur le circuit de la Coupe du monde. Lors des Jeux olympiques d'été de 2024, se tenant à Paris en France, il dispute l'épreuve de tir au pistolet à air comprimé à 10 mètres. Lors de la phase de qualifications, il termine à la deuxième place avec un score total de 581 points lui permettant d'accéder à la finale. Lors de celle-ci, Maldini rivalise avec les meilleurs et parvient à décrocher la médaille d'argent terminant à seulement 0,9 point du Chinois Xie Yu.

## Palmarès

### Jeux olympiques
- Jeux olympiques d'été de 2024 à Paris :
  -  Médaillé d'argent en tir au pistolet à 10 mètres air comprimé.

### Jeux euorpéens
- Jeux européens de 2023 à Cracovie :
  -  Médaillé de bronze en tir au pistolet à 10 mètres air comprimé par équipe.